# Quốc kỳ Nam Tư
Quốc kỳ Nam Tư là lá cờ chính thức của nhà nước Nam Tư từ năm 1918 đến năm 1992. Thiết kế của lá cờ và biểu tượng bắt nguồn từ phong trào Pan-Slavic, dẫn đến sự thống nhất của Nam Slavs và việc tạo ra một miền Nam Slavic thống nhất Nhà nước vào năm 1918.
Thiết kế của lá cờ có ba dải ngang bằng nhau gồm màu xanh, trắng và đỏ. Cờ này được Vương quốc Nam Tư sử dụng lần đầu tiên từ năm 1918 đến năm 1943. Một ngôi sao đỏ được các chiến binh Yugoslav chiến thắng trong Chiến tranh Thế giới Thứ II đặt vào trung tâm và được sử dụng cho đến khi Nam Tư tan vỡ vào đầu những năm 1990. Ngày nay lá cờ vẫn giữ ý nghĩa cho những hoài bão của Nam Tư.

## Thiết kế và biểu tượng
Cờ của Nam Tư là ngang ba màu màu xanh biển (trên cùng), trắng (giữa) và đỏ (dưới cùng). Thiết kế và màu sắc được dựa trên khẩu hiệu [Pan-Slavism | Pan-Slavic] được thông qua tại Pan-Slavic Congress năm 1848 tại Prague. Sau khi kết thúc Chiến tranh Thế giới Thứ Nhất năm 1918, miền nam Slavs đã thống nhất thành một quốc gia của Vương quốc Serbia, Croatia và Slovenia, sau này được gọi là Nam Tư. Chế độ quân chủ đã chọn thiết kế pan-slavic để tượng trưng cho sự thống nhất mới được thành lập của tất cả các Slavs Nam. Thiết kế bao gồm một đơn giản ngang ba màu với ba dải màu xanh dương (trên cùng), trắng (giữa) và đỏ (dưới cùng). Sau khi Thế chiến II kết thúc và sự lật đổ chế độ quân chủ năm 1945, chính quyền cộng sản mới vẫn giữ được thiết kế của lá cờ nhưng với một ngôi sao đỏ với đường viền màu vàng ở trung tâm của nó. Cờ vẫn được sử dụng cho đến khi giải thể Nam Tư năm 1992.
Quốc kỳ Nam Tư có ba vạch ngang, theo thứ tự: trên cùng là xanh da trời, ở giữa là trắng, và dưới cùng đỏ.

## Lịch sử

Cộng hòa Nhân dân Liên bang Nam Tư
Cộng hòa Liên bang Xã hội chủ nghĩa Nam Tư
Cộng hòa Liên bang Nam Tư
Liên minh nhà nước Serbia và Montenegro

## Hiện nay
Cùng với Sự sụp đổ của chủ nghĩa cộng sản Liên Xô và Đông Âu, lá cờ này hiện tại không còn đại diện cho bất kì chính thể và không được bất kỳ quốc gia nào trên thế giới và Liên Hợp Quốc công nhận.